# Inger Berggren
Inger Berggren (ur. 23 lutego 1934 w Sztokholmie, zm. 19 lipca 2019 tamże) – szwedzka wokalistka popowa i jazzowa, reprezentantka Szwecji w 7. Konkursie Piosenki Eurowizji (1962).

## Kariera muzyczna
Karierę wokalną rozpoczęła w Orkiestrze Thore Swanerud, śpiewając następnie z Thore’em Ehrlingiem, Simonem Brehmem i Göte Wilhelmssonem.
Zadebiutowała w maju 1952 roku singlem, na którym znalazły się utwory „Nära” oraz „Telefondrömmar”. Sześć miesięcy później, wraz z Orkiestrą Åke Jelvinga, wokalistka nagrała utwory „Flickan i hagen” oraz „Den allra sista dansen”. Kolejny singel, „Kärlek, nål och tråd”, wydała dopiero w 1957 roku.
Przy akompaniamencie Orkiestry Svena-Olofa Walldoffa nagrała cztery utwory, wydane na singlu „Bara mamma vill inte förstå” w 1960 roku. W kolejnym roku wydała wyłącznie jeden singiel, na którym zamieszczono utwory „Exodus” oraz napisany i skomponowany przez Everta Taube „Så länge skutan kan gå”.
W 1962 roku wzięła udział w krajowych selekcjach Eurovisionsschlagern do 7. Konkursu Piosenki Eurowizji, do których zgłoszono jedynie siedem utworów, a wykonywany przez nią oraz Lily Berglund (zgodnie z regulaminem wydarzenia każdą konkursową piosenkę wykonywało dwoje artystów) utwór „Sol och vår” (który napisali Åke Gerhard i Ulf Källqvist) zdobył największą liczbę 102 327 głosów. Zwyciężczynią została jednak nie Berglund, a Berggren. 18 marca 1962 roku wystąpiła w finale konkursu z szóstym numerem startowym i zajęła ostatecznie 7. miejsce ex aequo z fińską piosenkarką Marion Rung i jej utworem „Tipi-tii”. Tego samego roku, na kanwie swojej popularności w Szwecji, wylansowała również przeboje „The Sun and the Spring” oraz „Elisabeth Serenade”.
Wraz z Orkiestrą Lutza Albrechta wydała na singlu dwa utwory Elvisa Presleya, „Jailhouse Rock” oraz „Treat Me Nice”.
W 1965 roku piosenkarka wydała swój pierwszy longplay Jag sjunger mina visor.... Od 1970 roku wokalistka pracowała jako nauczycielka muzyki w gminie Täby. W tym samym roku przy akompaniamencie Orkiestry Rune Öfwermana wydała także swój album kompilacyjny zatytułowany po prostu Inger Berggren.
W 1979 roku wydano drugi album długogrający En helt vanlig kvinna, który był ostatnim w dorobku artystki.

## Życie prywatne
Inger Berggren jest matką aktorki Gunilli Röör.

## Dyskografia
Opracowano na podstawie materiału źródłowego.
- 1965 – Jag sjunger mina visor...
- 1979 – En helt vanlig kvinna

## Filmografia
Opracowano na podstawie materiału źródłowego.
- 1973 – Anderssonskans Kalle i busform
- 1983 – Spanarna (serial telewizyjny)
- 1984 – Sömnen